# Землетрясения в Эфиопии (2010)
Землетрясения в Эфиопии 2010 года — ряд мощных землетрясений магнитудой до 5,1, произошедших в 2010 году в Эфиопии.
Первое из них, магнитудой 4,1 произошло 23 ноября 2010 года в 20:40:08 (UTC) на границе Эфиопии с Сомали, в 77,2 км к западу-северо-западу от сомалийского района Баки в регионе Аудаль. Гипоцентр землетрясения располагался на глубине 10,0 км.
Подземные толчки ощущались в городе Борама (Сомали).
В результате землетрясения сообщений о жертвах не поступало, экономический ущерб составил менее 0,1 млн долларов США.

## Повторные землетрясения
19 декабря 2010 года в 12:14:24 (UTC), на глубине 10 км, произошло землетрясение магнитудой 5,1. Его эпицентр находился в 3,6 км к юго-юго-западу от города Хосаына. Подземные толчки ощущались в Асендабо (регион Оромия). В результате землетрясения 26 человек получили ранения в городе Джимма и его окрестностях; в Хосаына, Шенкола, Веньела. Экономический ущерб составил менее 0,18 млн долларов США.

## Тектонические условия региона
Восточно-Африканская рифтовая система (EARS) представляет собой континентальный рифт кайнозойского возраста длиной 3000 км, простирающийся от тройного соединения Афар, между Африканским Рогом и Ближним Востоком, до западного Мозамбика. Секторы активного распространения земной коры простираются в этом регионе от Индийского океана на запад до Ботсваны и Демократической Республики Конго (ДРК). Это единственная в мире рифтовая система, которая действует в масштабах всего континента и даёт геологам представление о том, как континентальные рифты со временем превращаются в океанические распространяющиеся центры, такие как Срединно-Атлантический хребет.
Рифтинг в Восточной Африке не всегда происходит равномерно; вулканизм и возникновение тектонических разломов были постоянным явлением на континенте со времен эоцена (~45 млн лет назад). Рифтинг начался в северной части Восточной Африки и привёл к разделению платфом Нубия (Африка) и Аравии в Красном море и Аденском заливе, а также в районе озера Туркана на границе Кении и Эфиопии. Избыток мантийной палеогенной породы под Восточной Африкой в пределах нубийской плиты привёл к возникновению африканского суперсвелла, который в настоящее время включает большинство восточных и южных секторов нубийской плиты. Вулканизм на большей части восходящего плато в Эфиопии распространился во время эоцена — олигоцена (45—29 млн лет назад), и вдоль рифта, разделяющего Африку и Аравию, образовались цепи вулканов. Со времени начала рифтинга в северо-восточной Африке, система распространилась на 3000 км к югу и юго-западу. В этом регионе сейсмичность возникает в результате распространения океанической коры и активного магматизма.